# Woodrow Stanley Lloyd

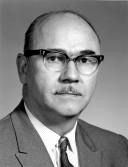
Woodrow Stanley Lloyd

Woodrow Stanley Lloyd (* 16. Juli 1913 in Webb, Saskatchewan; † 7. April 1972 in Seoul, Südkorea) war ein kanadischer Politiker und Gewerkschafter. Er war vom 7. November 1961 bis zum 2. Mai 1964 Premierminister der Provinz Saskatchewan. Während seiner Amtszeit setzte er das bedeutendste Reformprojekt seines Vorgängers Tommy Douglas um, die Schaffung eines in allen Bereichen kostenlosen Gesundheitswesens. Anschließend war er bis 1970 als Vorsitzender der Saskatchewan New Democratic Party Oppositionsführer in der Legislativversammlung von Saskatchewan.

## Beruf und Provinzpolitik
Lloyd war das jüngste von zwölf Kindern walisischer Einwanderer. 1929 schrieb er sich an der Ingenieurschule der University of Saskatchewan ein. Wegen der Weltwirtschaftskrise konnte er sein Studium nach zwei Semestern nicht fortsetzen. Stattdessen arbeitete er zunächst ein Jahr lang auf dem elterlichen Hof und ließ sich dann zum Lehrer ausbilden. 1933 trat er der neu gegründeten Lehrergewerkschaft Saskatchewan Teacher's Federation bei. Von 1940 bis 1944 war er Präsident dieser Organisation.
Am 15. Juni 1944 wurde Lloyd als Kandidat der sozialistischen Co-operative Commonwealth Federation (CCF) in die Legislativversammlung von Saskatchewan, dem Provinzparlament, gewählt. Bis zu seinem Tod vertrat er den Wahlkreis Biggar. Premierminister Tommy Douglas ernannte ihn nach dem überwältigenden Wahlsieg der CCF zum Bildungsminister. Zu diesem Zeitpunkt war er die jüngste Person, die in Kanada jemals einen Ministerposten innegehabt hatte.
Während der nächsten 16 Jahre vollzog Lloyd den vollständigen Umbau des Bildungswesens der Provinz. Über 5000 lokale Schulräte wurden zu 56 Einheiten zusammengefasst, um die Finanzierung zu erleichtern und Schülern in der gesamten Provinz die gleichen Bildungsmöglichkeiten zu bieten. Im Juni 1960 wurde Lloyd Finanzminister der Provinz. Tommy Douglas trat am 7. November 1961 als Premierminister zurück, um die Nachfolgepartei der CCF, die Neue Demokratische Partei (NDP), zu präsidieren und in die Bundespolitik zurückzukehren. Lloyd übernahm daraufhin den Vorsitz der Saskatchewan New Democratic Party (NDP) und das Amt des Regierungschefs.

## Premierminister
Es blieb Lloyd überlassen, das bedeutendste Reformprojekt seines Vorgängers abzuschließen, die Schaffung eines in allen Bereichen kostenlosen Gesundheitswesens auf Provinzebene. Im Juli 1962 streikten die Ärzte der Provinz mit Unterstützung der American Medical Association aus Furcht vor massiven Einkommensverlusten während mehr als drei Wochen. Der Streik scheiterte, da die Provinzregierung Ärzte aus Großbritannien einflog, welche die Notversorgung sicherstellten. Ein Vertreter des britischen National Health Service trat als Mediator auf und konnte in einigen strittigen Punkten Kompromisse erzielen.
Der Erfolg der von Douglas initiierten und von Lloyd fortgesetzten Gesundheitsreform hatte bald auch Auswirkungen auf die Bundespolitik. Der konservative Premierminister Kanadas, John Diefenbaker, setzte eine Kommission ein, die von Emmett Matthew Hall, einem aus Saskatchewan stammenden Richter am Obersten Gerichtshof, geleitet wurde. Hall empfahl 1964 die landesweite Einführung des staatlichen Krankenversicherungsmodells von Saskatchewan. Die liberale Minderheitsregierung von Lester Pearson setzte dies 1966 um, wobei Bund und Provinzen je eine Hälfte der Kosten übernahmen.

## Weitere Tätigkeiten
Der Ärztestreik von 1962 hatte zu anhaltender Unzufriedenheit in der Bevölkerung geführt. Die NDP verlor die Provinzwahlen am 22. April 1964. Zehn Tage später übergab Lloyd sein Amt an den Liberalen Ross Thatcher und wurde Oppositionsführer. Diese Position hatte er bis 1970 inne. Nach dem endgültigen Rückzug aus der Politik im Jahr 1971 wurde Lloyd zum Repräsentanten des Entwicklungsprogramms der Vereinten Nationen in Südkorea ernannt. Wenige Monate später starb er in Seoul im Alter von 58 Jahren.